# Hères
Hères – miejscowość i gmina we Francji, w regionie Oksytania, w departamencie Pireneje Wysokie.
Według danych na rok 1990 gminę zamieszkiwało 128 osób, a gęstość zaludnienia wynosiła 22 osoby/km² (wśród 3020 gmin regionu Midi-Pyrénées Hères plasuje się na 935. miejscu pod względem liczby ludności, natomiast pod względem powierzchni na miejscu 1423.).